# Matilda (romanzo)
Matilda (in lingua originale Mathilda) è un romanzo semi-autobiografico di Mary Shelley scritto nel 1819, pubblicato postumo nel 1959. Scritto fra il 4 agosto e il 12 settembre del 1819, in seguito al dolore di Shelley per la perdita del figlio William, avvenuta il 7 giugno dello stesso anno per malaria, il romanzo tratta di un amore incestuoso padre-figlia.
Il titolo dell'opera doveva essere inizialmente The Fields of Fancy in riferimento ad un'opera inconclusa di sua madre Mary Wollstonecraft che trattava la stessa tematica. Venne poi cambiato dalla stessa autrice in "Mathilda", anche se poi utilizzerà la variante "Matilda" per il nome della protagonista.

## Trama
In una landa isolata dal mondo la giovane Matilda decide di scrivere, in punto di morte, una lettera confessione al suo amico poeta Woodville, per rivelargli il terribile segreto che da anni nasconde. La lettera, suddivisa in due parti, comincia con la storia della vita di Matilda; racconta di come la sua nascita abbia portato alla morte della madre Diana a causa di complicazioni dovute al parto, e di come il padre (di cui mai viene rivelato il nome) l'abbia abbandonata ad una sua sorellastra perché si sentiva incapace di crescere una figlia senza la sua amata moglie. Matilda cresce così sentendosi abbandonata da tutti e soprattutto non amata (nemmeno sua zia le voleva bene), questo fino a quando, all'età di 16 anni, il padre si ripresenta a casa con l'intenzione di rimediare al torto fatto alla figlia prendendosi cura di lei. Comincia così quello che Matilda stessa definisce il momento più bello della sua vita: suo padre è tornato, le vuole bene e trascorreranno insieme il resto della loro vita. Questo stato di grazia dura però poco, il padre infatti comincia improvvisamente a ignorare e respingere la figlia, gettando Matilda nella più cupa disperazione. Ben presto viene svelato il motivo di questo suo strano comportamento: il padre si è infatti innamorato della sua stessa figlia, arrivando perfino a considerarla come la sua defunta moglie, Diana; affermerà infatti:
“Diana le ha dato la vita; lo spirito di sua madre è stato trasferito in lei, e lei dovrebbe essere come Diana per me.”
Confessato questo suo incestuoso segreto alla figlia, decide di mettere fine alla sua esistenza e riesce nell'intento prima che la figlia possa impedirglielo.
Inizia così la seconda parte della storia: Matilda, a causa del dolore per la perdita del padre e sentendosi macchiata per quell'amore proibito provato dal padre, decide di inscenare il proprio suicidio per potersi nascondere da tutti. Vive così due anni in completa solitudine, fintanto che incontra Woodville, unica persona con la quale riuscirà ad instaurare un rapporto umano dopo il padre. Il racconto della sua storia termina con la morte per tisi di Matilda, che termina la lettera congedandosi da Woodville.

## Pubblicazione
Mary Shelley inviò il manoscritto al padre William Godwin per sottoporlo a revisione prima di un'eventuale pubblicazione. Il padre definì il romanzo "disgustoso e detestabile", aggiungendo inoltre che, se mai fosse stato pubblicato, "avrebbe dovuto esserci una prefazione per preparare la mente dei lettori e impedire che fossero tormentati dal timore che da un momento all'altro l'eroina potesse cadere" (dal diario di Maria Gisborne, 8 agosto 1820). Si rifiutò inoltre di restituire il manoscritto alla figlia, nonostante le continue richieste di quest'ultima e le intercessioni di Maria Gisborne, amica di entrambi.
Il romanzo fu pubblicato per la prima volta nel 1959 da Elizabeth Nitchie dopo essere stato rinvenuto fra vecchie carte.

## Critiche
Molti critici hanno spesso letto l'opera come un'autobiografia, soprattutto per ciò che concerne i tre personaggi principali che rappresentano rispettivamente William Godwin, Mary Shelley e Percy Shelley. La trama in sé per sé in ogni caso non è autobiografica. Le analisi della prima stesura di Matilda, intitolata The Fields of Fancy, rivelano che Mary Shelley prese come punto di partenza per il romanzo il racconto incompiuto di Mary Wollstonecraft intitolato The Cave of Fancy, nel quale la madre di una giovane ragazza muore in un naufragio. Come accade alla stessa Mary Shelley, Matilda finisce con l'idealizzare la madre perduta. 
Secondo Janet Todd la mancanza della figura materna nelle pagine finali dell'opera suggeriscono l'idea che la morte di Matilda renda il personaggio una cosa sola con la madre, permettendole un'unione con il padre morto. La critica Pamela Clemit resiste alla semplice lettura autobiografica dell'opera, suggerendo l'idea dell'artificio letterario di "Mathilda", spiegando così l'instabile narrazione nello stesso stile del padre (come succede all'elemento dell'inseguimento nell'opera Caleb William di Godwin e nel Frankenstein o il moderno Prometeo di Mary Shelley). Il primo curatore dell'opera, Elizabeth Nitchie, evidenzia che l'opera pecca di "verbosity, loose plotting, somewhat stereotyped and extravagant characterization" ma che esalta "feeling for character and situation and phrasing that is often vigorous and precise".
Il romanzo può anche essere letto come la metafora di ciò che succede ad una donna quando, ignorante di tutte le conseguenze, segue il proprio cuore restando però dipendente dal proprio benefattore, incarnato da una figura maschile.

## Traduzioni italiane
- Mary Shelley, Matilda, traduzione di Mirella Billi, Marsilio Editori, 2005, ISBN 88-317-8616-4.
- Mary Shelley, Mathilda, traduzione di Alessandranna D'Auria, Indipendente, 2019, ISBN 10-709-2359-1.
- Mary Shelley, Matilda, traduzione di Daniele Cassis, 13Lab, 2022, ISBN 88-996-3340-1.
- Mary Shelley, Mathilda, traduzione di Alessio Severo, Passerino Editore, 2025, ASIN B0F8TLNMZR.